# Charlie Roberts
Charlie Roberts (Darlington, 6 aprile 1883 – Chorlton-on-Medlock, 7 agosto 1939) è stato un calciatore inglese, di ruolo centrocampista.

## Carriera
Mediano, dopo aver giocato nel Bishop Auckland e nel Grimsby Town, nell'aprile del 1904 viene acquistato dallo United in cambio di £ 600. Esordisce il 23 aprile 1904 contro il Burton United (2-0) e realizza la sua prima rete il 24 settembre dello stesso anno, contro il Glossop (2-1) siglando una rete su calcio di rigore. Totalizza 302 presenze e 23 gol in dieci stagioni, passando all'Oldham Athletic nell'agosto del 1913 per £ 1.500. Ritiratosi nel 1915, diversi anni dopo allenò per una stagione l'Oldham Athletic.
Il 25 febbraio 1905 esordisce in Nazionale giocando contro l'Irlanda Unita (1-1).

## Palmarès

### Club

#### Competizioni nazionali
- Campionato inglese: 2

Manchester United: 1907-1908, 1910-1911
- Charity Shield: 2

Manchester United: 1908, 1911
- Coppa d'Inghilterra: 1

Manchester United: 1908-1909